# Dannenberg Ost
Dannenberg Ost (niem: Bahnhof Dannenberg Ost) – stacja kolejowa w Dannenberg, w kraju związkowym Dolna Saksonia, w Niemczech. Jest jednym z dwóch stacji znajdujących się w miejscowości. Posiada dwa perony, z których tylko jeden tor jest używany w ruchu rozkładowym. Budynek dworca to zabytkowy budynek.
Stacja załadunkowa Dannenberg do transportu firmy Castor do składowiska odpadów jądrowych w Gorleben znajduje się we wschodniej części stacji. Według klasyfikacji Deutsche Bahn stacja posiada kategorię 7.

## Linie kolejowe
- Wittenberge – Buchholz
- Salzwedel – Dannenberg - linia nieczynna
- Uelzen – Dannenberg - linia zamknięta

## Obecna sytuacja

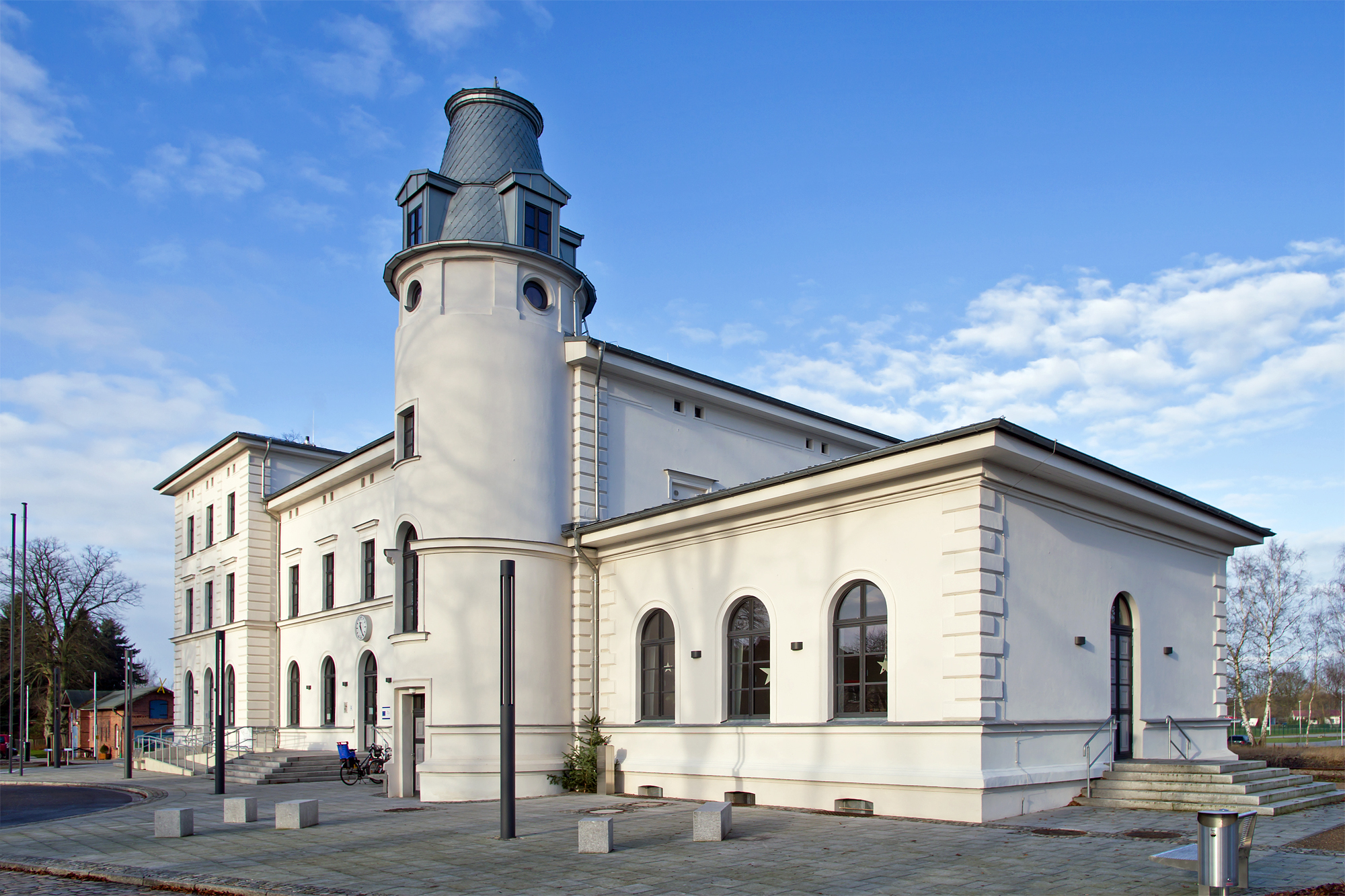
Widok na południowy wschód; sala w płaskiej części budynku na pierwszym planie służy jako miejsce wydarzeń publicznych

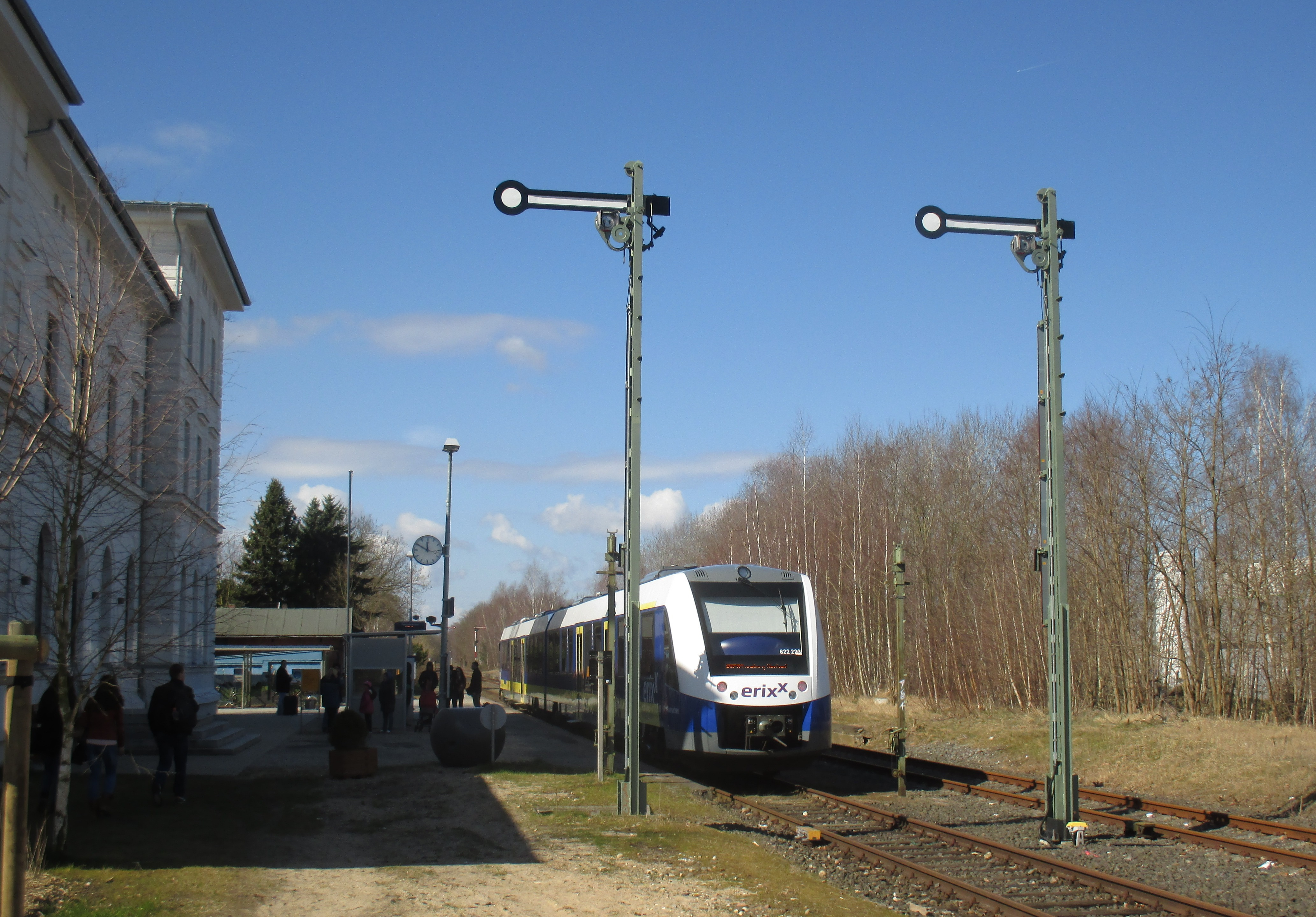
Pojazd spalinmowy firmy erixx GmbH na stacji Dannenberg Ost

Po zamknięciu linii między Dannenberg, Lüchow, Uelzen i Wittenberge stacja została zdemontowana. Tak więc dzisiaj nadal istnieją obie platformy, ale obsługiwana jest tylko platforma główna. Ścieżka obok prowadzi do stacji załadunkowej. Budynek został odnowiony w 2012 roku przez miasto Dannenberg i organizację opieki społecznej Wendland. JuniorBahnhof, instytucja okręgu kościelnego Lüchow-Dannenberg, sprzedaje bilety i prowadzi kiosk. Stacja jest obsługiwana przez dyspozytora.

### Połączenia
Do grudnia 2014 roku ruch był realizowany przez DB Regio. Linia jest obsługiwana przez zespoły trakcyjne Alstom Coradia Lint 54 (seria 622) z silnikiem Diesla.
| Linia | Trasa                                                                        | Rozkład sieciowy | Operator | Takt    | Uwagi                                  |
| ----- | ---------------------------------------------------------------------------- | ---------------- | -------- | ------- | -------------------------------------- |
| RB32  | Dannenberg Ost – Hitzacker (Elbe) – Dahlenburg – Lüneburg (strona zachodnia) | 112              | erixx    | 180 min | Kein Verkehr während Castortransporten |